# 喝揚丸ユスリ商会
『喝揚丸ユスリ商会』（かつあげまるユスリしょうかい）は、藤子不二雄Ⓐによる日本の連載ブラックユーモア漫画。初出は『劇画ゲンダイ』（講談社）1973年6月号-12月号。全7話。

## 物語
主人公の喝揚丸は、風采の上がらない肥満体の中年男。雀荘の片隅に「喝調査情報社」という看板を出して仕事をしているが、業務内容は恐喝である。善良そうな風貌と裏腹に、彼はさまざまな人間のスキャンダルを掴んで口止め料を請求するが…

## 登場人物
喝揚丸
脱サラして恐喝業を営んでいる男。職掌柄、盗撮と客の身辺調査能力に関して優秀な腕前を持ち、それ情報を元に客が黙って支払うだろうギリギリの金額を算出する能力も優れている。優柔不断な性格で麻雀が弱く、雀荘の客からしばしばカモにされる。家庭では、夫の稼ぎの悪さを罵る口うるさい妻の尻に敷かれている。
妻
喝揚丸の妻。名前不明。夫の不甲斐なさを何時もなじっている、夫の本職は一切知らず未だ会社勤めだと思っている。
丸太郎
喝揚丸の息子。テレビ好き。
新聞男（仮称）
『馬』と書かれた競馬新聞を広げ顔を隠しており、揚丸の行く先々で現れているが、請求書の3から登場しなくなった。
雀荘のオーナー
氏名不明。喝揚丸に場所を貸しており客の面子が足りない時に良く引っ張り出される。新聞男に似ているが関連性は不明。

## エピソード一覧
| 題名                                | 初出                         | 恐喝対象者の名前と職業等       | 請求金額 |
| ----------------------------------- | ---------------------------- | ------------------------------ | --- |
| 請求書の1 性病処置代 10万円也       | 『劇画ゲンダイ』1973年6月号  | 襟戸（超一流企業の最年少係長） | 写真代70000円、撮影代10000円、機材費5000円、交通費6500円、飲食費8500円（合計10万円）                                       |
| 請求書の2 麻雀賭博罰金 19万8500円也 | 『劇画ゲンダイ』1973年7月号  | 強島進介（会社員）             | 交通費1万5000円、飲食費1万9000円、写真撮影代10万円、点数表コピー代1000円、麻雀経費6万3500円（合計19万8500円）              |
| 請求書の3 おんな浮気代 21万9000円也 | 『劇画ゲンダイ』1973年8月号  | 羽仁茜（クラブホステス）       | 交通費2万3000円、飲食費1万9000円、写真撮影代12万円、ホテル宿泊費1万7000円、ホテルチップ4万円（合計21万9000円）             |
| 請求書の4 ひき逃げ代 99万9000円也   | 『劇画ゲンダイ』1973年9月号  | 夏ひろし（アイドル歌手）       | 交通費2000円、飲食代3000円、写真代55万円、慰謝料30万円、入院料14万4000円（合計99万9000円）                                 |
| 請求書の5 万引ユスリ代 22万3000円也 | 『劇画ゲンダイ』1973年10月号 | 荒井（丸十商事社員）           | 交通費9900円、飲食費5200円、写真代5万円、慰謝料10万円、手数料5万8000円（合計22万3000円）                                   |
| 請求書の6 学割ユスリ代 10万6000円也 | 『劇画ゲンダイ』1973年11月号 | 松岡達夫（立慶大学学生）       | 飲食費1万3000円、交通費9500円、調査費4万円、情報未使用代7万円（合計13万2500円のところを学生割引として2割引き、10万6000円） |
| 請求書の7 ポルノ鑑賞料 21万3000円也 | 『劇画ゲンダイ』1973年12月号 | 佐治隆（会社員）               | 交通費8000円、飲食費1万5000円、紹介料5万円、立替え2万円、映画鑑賞代12万円（合計21万3000円）                                |

## 関連作品
- 『九時から五時までの男』 - 喝掲丸同様に家ではうだつのあがらない凄腕詐欺師を描いた作品。藤子の創作意欲を刺激した[1]。
- 『恐喝有限会社』 - 『喝揚丸ユスリ商会』の原型となった作品。特に第1話とプロットや科白の共通点が多い。
- 『ブラック商会変奇郎』　- 第1話「ひき逃げ」は本作第4話の翻案となっている。
- 『笑ゥせぇるすまん』 - TVアニメ版（ギミア・ぶれいく版）の第13話「ユスリの落とし穴」は本作第5話の翻案となっている。